# 自由流
自由流粒子，在天文學，通常是光子，在通過媒介傳播不會散射。

## 使用於表面界線
明確定義天體的表面，像是太陽，是件困難的事。由於恆星的物質遠離核心，而且其性質是自然的擴散。恆星表面經常使用的定義是基於光子所採取的路徑。在恆星的內部，光子的移動是隨機漫步，不斷的與物質交互作用，恆星的表面被定義為光子在恆星大氣層僅受到物質微小阻力的點。換言之，即光子成為自由流。
構成宇宙微波背景的光來自最後散射的表面。平均來看，這是光子與宇宙太初表面上物質的最後互動；換言之，從這個點開始，光子開始成為自由流。同樣的，宇宙微中子背景如果可以觀察得到，它將標記微中子退耦，開始自由的通過宇宙中其餘的物質流。

## 書目
- 遐生, 徐. . University Science Books. 1982. ISBN 978-0-935702-05-7.